# Стюардесса
Стюарде́сса (м. р. стю́а́рд, от англ. steward(ess)), также бортпроводни́к (ж. р. бортпроводни́ца) — член кабинного экипажа, специалист рядового состава на водных и воздушных судах и железнодорожном транспорте, выполняющий работы по обслуживанию пассажиров, но главным образом ответственный за безопасность пассажиров (в случае аварии — помощь пассажирам).

## Речной и морской транспорт
На туристических круизных лайнерах речного и морского гражданского флота в обязанности стюарда (стюардессы) входят:
1. Обслуживание пассажиров:
  1. Разъяснение правил поведения и безопасности в речном или морском круизе;
  2. Ознакомление пассажиров с элементами судового распорядка;
  3. Разъяснение устройства судна, что, где находится, то есть требуется показать расположение баров, ресторанов, магазинов, мест активного отдыха (кортов, бассейнов);
  4. Сопровождение пассажиров своего сектора во время судовых тревог в случае пожара или затопления судна на шлюпочную палубу.
2. Поддержание чистоты в пассажирских каютах.
3. Участие в определённых организационных и развлекательных мероприятиях, постоянно проводимых на судне для развлечения пассажиров.
4. Другая разноплановая технически несложная работа на судне в рабочее время стюарда.

## Воздушный транспорт
В гражданской авиации (ГА) бортпроводники являются членами кабинного экипажа.
В 1928 году в Веймарской Республике в экипажи пассажирских самолётов стали включать третьего члена (стюарда).
Несмотря на то, что первыми бортпроводниками были мужчины и многие первые авиалинии запрещали нанимать женщин, эта работа скоро стала почти исключительно женской профессией, в 1930 году в США возникла идея привлечь к работе стюардами молодых привлекательных девушек. Это должно было послужить рекламе пассажирских авиаперевозок, к тому же девушки меньше весили, а на тот момент любой лишний килограмм имел значение для сохранения устойчивости самолёта. Первой стюардессой в истории обычно называют Эллен Черч из Сан-Франциско, вышедшую на работу 15 мая 1930 года, её наняла компания United Airlines.
Со временем, когда авиапутешествия сделались более комфортными, авиалиниям потребовалось привлечь новых клиентов, и стюардессы в 1940—1950-х годах позволяли авиалиниям показать, что самолёт может быть таким же комфортным, как и гостиная.
Бортпроводники и стюардессы могут подвергаться риску конфликта (в том числе с физическим воздействием) с нетрезвыми либо неадекватными пассажирами.
Германия
В 1928 году в Веймарской Республике в экипажи пассажирских самолётов стали включать третьего члена (стюарда).
США
Первыми бортпроводниками были мужчины и многие первые авиалинии США[уточнить] запрещали нанимать женщин. В 1930 году в США возникла идея привлечь к работе стюардами молодых привлекательных девушек. Первой стюардессой в истории обычно называют Эллен Черч из Сан-Франциско, вышедшую на работу 15 мая 1930 года; в первом рейсе стюардесса обслуживала 11 пассажиров. Её наняла компания United Airlines (существует поныне). Два месяца спустя United Airlines приняла решение, что стюардессы должны обслуживать все их самолеты.
Маркетологи с удовольствием использовали[когда?]

 присутствие женщин на борту для рекламы и со временем, когда авиапутешествия сделались более комфортными, авиалиниям потребовалось привлечь новых клиентов. Стюардессы в 1940—1950-х годах позволяли авиалиниям показать, что самолёт может быть таким же комфортным, как и гостиная, и таким же безопасным и для женщин, и для детей, и для мужчин. В то время маркетологи пытались представить стюардессу в образе матери или жены.
СССР и РФ
В СССР (РСФСР) и РФ в системе Аэрофлота были и есть должности:
- бортпроводник-инструктор[7];
- старший бортпроводник;
- бортпроводник[8][9].

## В военной авиации
На постсоветском пространстве и ныне в РФ на всех типах воздушных судов, в том числе на транспортных, пассажирских, штабных и литерных — должности стюарда не предусмотрено как таковой; за пассажирами и порядком в салоне (грузовой кабине) контроль осуществляется одним из членов экипажа: борттехником авиационного десантного оборудования (АДО), бортмехаником, оператором. Все пассажиры находятся полностью на самообслуживании, в том числе самостоятельно и заблаговременно беспокоятся о своём питании на протяжении полёта. Все без исключения пассажиры воздушного судна подчиняются командиру корабля (экипажа) и обязаны беспрекословно выполнять все законные требования членов экипажа воздушного судна. Независимо от званий и должностей никто из пассажиров не имеет права давать указания или вмешиваться в работу экипажа.